# Felix kattenbrood

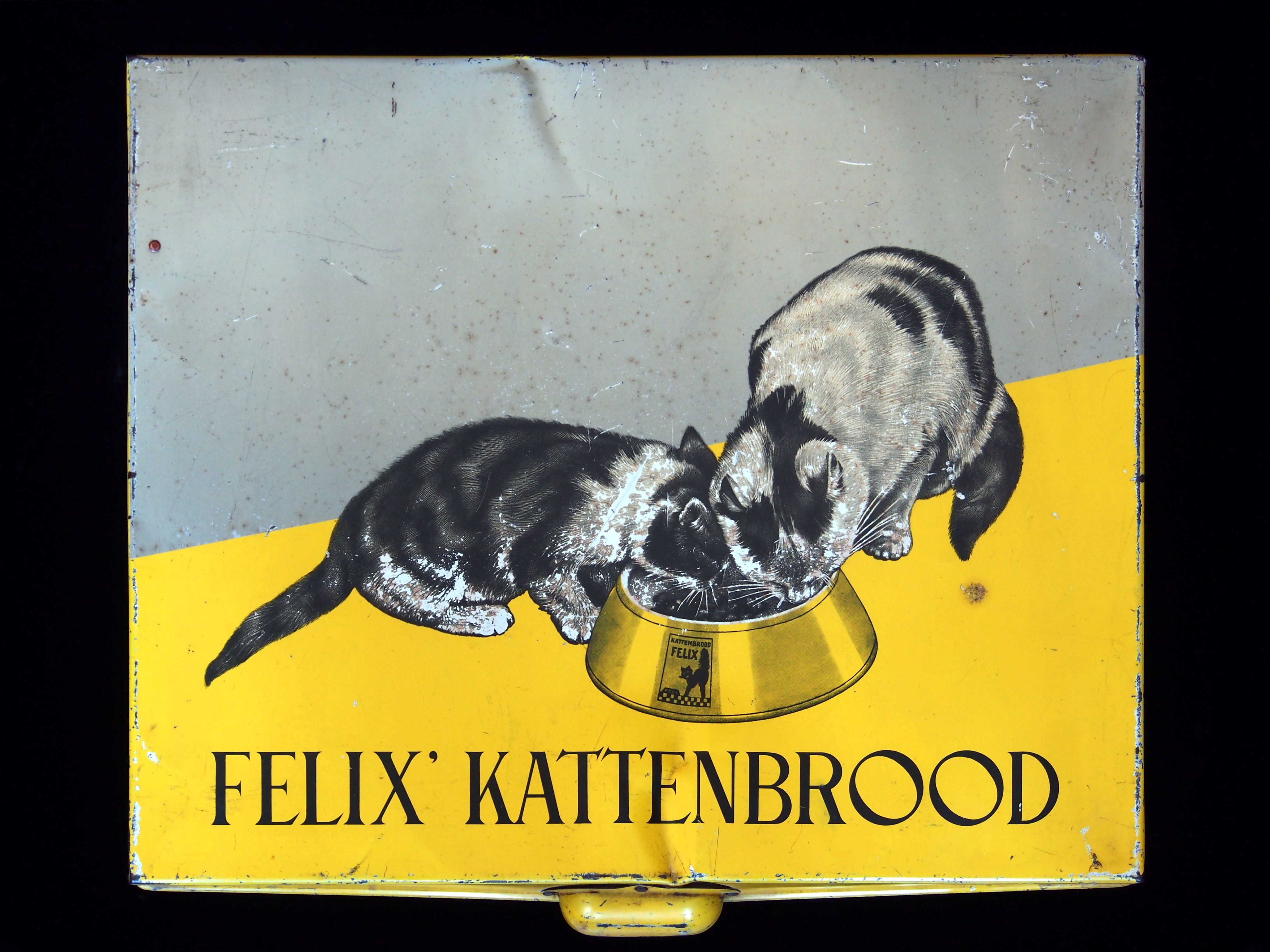
Grote blikverpakking Felix kattenbrood

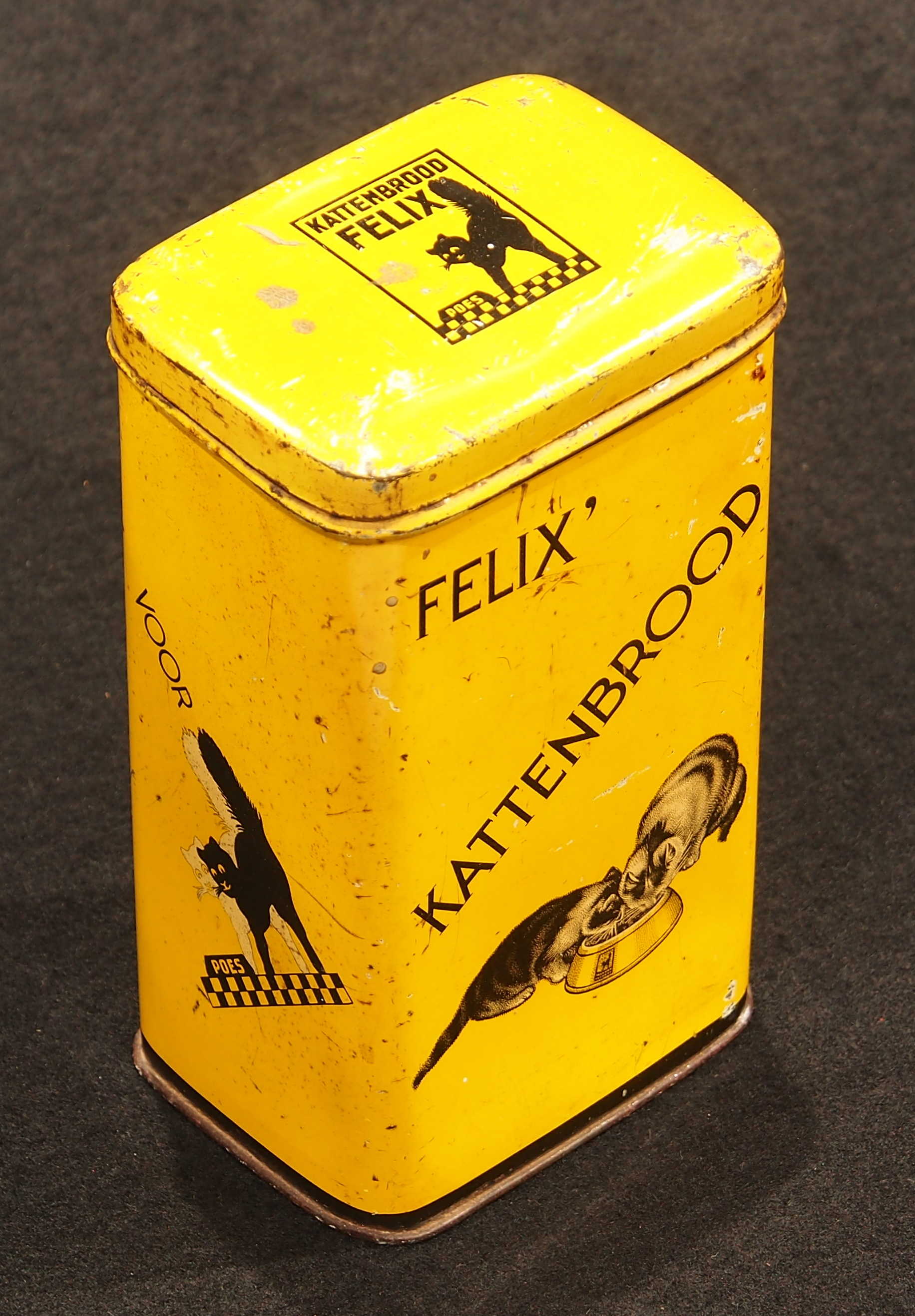
Blikverpakking Felix kattenbrood

Felix kattenbrood was een uitvinding uit 1924 van de Haagse dierenwinkeleigenaar Pieter Herbert Verseveldt. Het was tot in de jaren zestig het enige in Nederland verkrijgbare kattenbrood.

## Ontstaan
Met duizend gulden geleend geld begon Pieter Herbert Verseveldt in 1923 aan de Haagse Frederik Hendriklaan 204 een Winkel in vogelvoer en hondenbrood. Eind 1924 kwam hij op het idee de kruimels van het hondenvoer met vis en vlees te vermengen, dit mengsel te drogen en te verbrokkelen. Hierdoor ontstond het eerste kattenvoer in harde brokjes. Hij verkocht dit in zijn winkel in papieren zakjes met de tekst Verseveldt’s kattenbrood.

## Naam, logo en verpakking
Een Engelse dame noemde de reclamekat (getekend door een goede vriend van Verseveldt: Paul van Vliet sr.) op de toonbank Felix de Kat (Felix the Cat), naar de in de jaren 20 populaire Amerikaanse tekenfilm van Otto Messmer. Op 12 januari 1926 schreef Verseveldt de merknaam Felix en de beeltenis van zijn reclamekat in in het wereldwijde merkenregister. Verseveldt's kattenbrood veranderde hiermede in Felix kattenbrood.  Hij ontwikkelde zwart gele papieren zakjes en blikken met de kenmerkende zwarte kat met gekromde rug en omhoog staande staart tegen een  fel gele achtergrond. Op de Hogeschool in Rotterdam had hij geleerd dat de contrasterende kleuren zwart en geel erg opvielen bij de consument. Hiermee waren de naam en het logo geboren.

## Eerste fabriek
In de loop van 1926 werd de eerste Felix kattenbroodfabriek in een pakhuis aan de Rijswijkseweg opgestart. In 1931 werd een door architect J.A. van Heijningen ontworpen, nieuwgebouwde fabriek aan de 1e Van der Kunstraat betrokken met een geheel geautomatiseerde productie. In de Tweede Wereldoorlog werd de productie stap voor stap stilgelegd door gebrek aan grondstoffen. Ten gevolge van vleesdistributie tot 1948 kwam de productie pas daarna weer goed op gang. In 1955 vond een grote investering in een extra productielijn voor Bonzo hondenvoer plaats. In 1959 werd de gehele productie verplaatst naar Etten-Leur. Het bedrijf kreeg de naam Felix Bonzo N.V.

## Distributie
De distributie van Felix kattenbrood vond als enige diervoedingsproduct plaats via kruideniers en niet via andere dierenzaken, omdat die als vroegere collega’s het product niet wilden afnemen.

## Verkoop
Felix Bonzo N.V. werd in 1972 door zijn zoon Herbert Pieter Verseveldt verkocht aan het Amerikaanse Ralston Purina, het huidige Nestlé (Nestlé Purina Petcare). Herbert Pieter Verseveldt was intussen ook een bedrijf in kattenbakvulling onder de naam Sivomatic B.V. gestart. Dit bedrijf werd in 2018 door zijn zoon Peter Herbert Verseveldt verkocht aan het Amerikaanse bedrijf Minerals Technologies  Inc.